# Michail Wassiljewitsch Matjuschin

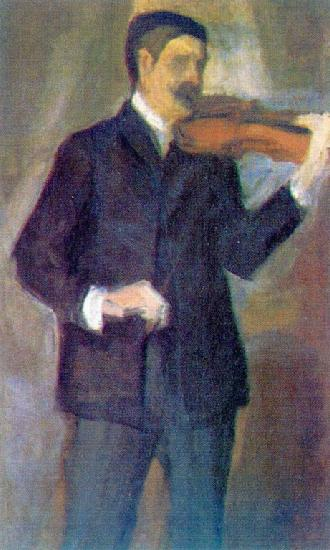
Jelena Guro, Portrait Matjuschin (1910)

Michael Wassiljewitsch Matjuschin (russisch Михаил Васильевич Матюшин; * 1861 in Nischni Nowgorod; † 14. Oktober 1934 in Leningrad) war ein russischer Maler und Komponist, der zur Russischen Avantgarde zählte.
Von 1876 bis 1881 erhielt er eine Ausbildung am Moskauer Konservatorium und arbeitete von 1882 bis 1913 als Violinist im Hoforchester von Sankt Petersburg. Parallel dazu studierte er gemeinsam mit seiner Lebensgefährtin Jelena Genrichowna Guro Kunst an einer privaten Kunstschule und malte in dieser Zeit eine Serie von Landschaftsbildern.
Als Mitbegründer des Bundes der Jugend bildete er mit Jelena Guro ab 1910 den Mittelpunkt der Avantgarde in St. Petersburg; er entwickelte seine Ideen in engem Austausch mit Nikolai Kulbin, Pawel Filonow und Kasimir Malewitsch.
Matjuschin zählte als einer der Begründer des Futurismus in der Kunst. Mit Malewitsch verband ihn eine lebenslange Freundschaft; 1913 entwarfen sie mit zwei weiteren Künstlern die Oper „Sieg über die Sonne“, zu der Malewitsch das Bühnenbild schuf, welches ihn zur Entwicklung des Suprematismus inspirierte. Matjuschin schrieb zu der Oper die Musik, der Dichter Welimir Chlebnikow den Prolog.
Von 1921 bis 1923 arbeitete er im Museum für künstlerische Kultur, deren „Abteilung für wissenschaftliche Erforschung der organischen Kunst“ er ab 1923 leitete, und gehörte dem Museumsvorstand an. Diese Stelle behielt er auch inne, als das Institut 1924 in das GINChUK, „Staatliches Institut für künstlerische Kultur“, umgewandelt wurde.
1929–1932 arbeitete er mit seinen Schülern an der Erstellung eines Handbuchs für Farbstudien: „Gesetzlichkeit der Veränderung von Farbkombinationen: Nachschlagewerk für Farben“, das 1932 in 400 Exemplaren aufgelegt wurde.
Seine „Theorie des erweiterten Sehens“ war ein Versuch, innerhalb der Avantgarde eine Gegenströmung zu bilden. Der Dichter Chlebnikow schreibt in der futuristischen Anthologie Die Drei:

„In der Zeit der Urbanisierung in der Kunst, der Poetisierung der Fabriken und Werke, als die Maschine den Menschen von der Natur trennt, wenden sich Guro und Matjuschin an die rettende Natur. Sie versuchen, das latente Wesen der Naturerscheinungen zu verstehen, die Form der organischen Strukturen, die allgemeine Bewegung im Raum und das Wesen der Planetenverbindungen.“